# Valparaíso (kommun i Mexiko)
Valparaíso är en kommun i Mexiko.   Den ligger i delstaten Zacatecas, i den centrala delen av landet, 600 km nordväst om huvudstaden Mexico City.
Följande samhällen finns i Valparaíso:
- Valparaíso
- J. Jesús González Ortega
- Xoconostle
- Ranchito del Tanque
- Colonia Morelos
- Los Caracoles
- Santa Potenciana de Abajo
- San José del Refugio
- Calera de San Miguel
- Acatita de Ameca
- El Resbalón
- Tejones
- Chaligüey
- El Tulillo
- Paso de Huasamota
- Las Pomas
- El Salitre
- El Puentillo
- Romerillo del Sur
- Rancho Viejo
- Jamaica
- Presa del Rosarito